# Мотсфельдт, Йонатан
Йонатан Мотсфельдт (дат. Jonathan Jakob Jørgen Otto Motzfeldt; 25 сентября 1938, Кассимиут, коммуна Куяллек, Гренландия — 28 октября 2010, Нуук, Гренландия) — гренландский политик социал-демократического толка, первый премьер-министр Гренландии в 1979—1991 и в 1997—2002 годах.

## Биография
В 1960 году окончил Гренландскую семинарию в Нууке, получив диплом преподавателя, затем Копенгагенского университета в 1966 году. Был священником в деревне Аллуитсуп Паа (Sydprøven) в муниципалитете Какорток (Julianehåb) в 1966—1969 годах, священником в городе Какорток и главой прихода в 1969—1979 годах.
В 1971 году избранный в Гренландский совет, был сторонником автономии Гренландии и в 1977 году стал одним из основателей и председателем (до 1979) партии Сиумут (Вперёд). После образования Ландстинга — парламента Гренландии стал его депутатом и как лидер крупнейшей фракции сформировал первое правительство, но в 1991 году оставил этот пост из-за злоупотреблений алкоголем и усиливавшихся обвинений в авторитаризме. Хотя в 1997 году вновь сформировал кабинет, но в 2002 году вновь был вынужден оставить этот пост по тем же причинам.
С 1979 по 1988, в 1997 и с 2003 по 2008 был председателем ландстинга. Был обвинён сексуальном насилии и ушёл в отставку с поста 18 января 2008 (впоследствии дело было прекращено без предъявления обвинения из-за отсутствия доказательств).
В январе 2008 года был избран председателем Западного Северного совета — организации, объединяющей Гренландию, Исландию и Фарерские острова. Весной 2009 года в результате нового скандала, связанного с обвинениями в трате государственных средств на личные цели, в частности на питание, популярность политика упала, и в 2009 году он не был переизбран в парламент.
В последнее время болел раком и неоднократно обследовался в госпитале, 28 октября 2010 года скончался в госпитале имени королевы Ингрид в Нууке от кровоизлияния в мозг.